# Liechtensteinische Badmintonmeisterschaft
Liechtensteinische Meisterschaften im Badminton werden seit 1986 ausgetragen. Die Juniorenmeisterschaften starteten im selben Jahr, fanden jedoch zwischen 1996 und 2021 nicht mehr regelmässig statt. Seither finden sie wieder jährlich zusammen mit den Erwachsenen statt. Mannschaftsmeisterschaften werden ebenfalls seit 1986 ausgetragen. Die Austragung im Jahr 2020 wurde aufgrund der Corona-Pandemie abgesagt.

## Die Titelträger
| Saison | Herreneinzel                          | Dameneinzel                           | Herrendoppel                          | Damendoppel                           | Mixed                                 |
| ------ | ------------------------------------- | ------------------------------------- | ------------------------------------- | ------------------------------------- | ------------------------------------- |
| 1986   | Armand Jehle                          | Cornelia Marxer                       | Armand Jehle Markus Becker            | Cornelia Marxer Astrid Wanger         | Lothar Iser Astrid Wanger             |
| 1987   | Armand Jehle                          | Cornelia Marxer                       | Armand Jehle Markus Becker            | Cornelia Marxer Astrid Wanger         | Lothar Iser Astrid Wanger             |
| 1988   | Armand Jehle                          | Cornelia Marxer                       | Guenther Schaedler Mario Minder       | Cornelia Marxer Astrid Wanger         | Mario Minder Astrid Wanger            |
| 1989   | Mario Minder                          | Astrid Wanger                         | Guenther Schaedler Mario Minder       | Cornelia Marxer Astrid Wanger         | Mario Minder Astrid Wanger            |
| 1990   | Mario Minder                          | Myriam Eisensohn                      | Ernst Bolkart Roland Hilti            | nicht ausgetragen                     | Mario Minder Astrid Wanger            |
| 1991   | Armand Jehle                          | Astrid Eidenbenz                      | nicht ausgetragen                     | nicht ausgetragen                     | nicht ausgetragen                     |
| 1992   | Armand Jehle                          | Nadine Velten                         | Guenther Schaedler Thomas Fischer     | Andrea Fischer Silvia Baur            | Thomas Fischer Andrea Fischer         |
| 1993   | Michel Baumgartner                    | Nadine Velten                         | nicht ausgetragen                     | nicht ausgetragen                     | nicht ausgetragen                     |
| 1994   | Gunther Schadler                      | Nadine Velten                         | Lothar Iser Edi Niedhart              | Michaela Ritter Nadine Velten         | Roger Jacquat Patrizia Wanger         |
| 1995   | Andreas Radl                          | Claudia Jehle                         | Lothar Iser Ralf Iser                 | Karin Lehmann Birgit Oehri            | Andreas Radl Karin Lehmann            |
| 1996   | Guenther Schaedler                    | Astrid Eidenbenz                      | Andreas Radl Sandro Woodtli           | Daniela Kressig Vreni Altherr         | Sandro Woodtli Georgia Timmermann     |
| 1997   | Armand Jehle                          | Anja Büchel                           | Kilian Pfister Roger Jacquat          | Anja Büchel Michaela Ritter           | Roger Jacquat Patrizia Wanger         |
| 1998   | Armand Jehle                          | Astrid Eidenbenz                      | Kilian Pfister Frank Kamsma           | nicht ausgetragen                     | nicht ausgetragen                     |
| 1999   | Guenther Schaedler                    | Bettina Kaiser                        | Kilian Pfister Frank Kamsma           | Bettina Kaiser Claudia Jehle          | Kilian Pfister Bettina Kaiser         |
| 2000   | Kilian Pfister                        | Michaela Ritter                       | Kilian Pfister Frank Kamsma           | Claudia Jehle Carolin Schneider       | Kilian Pfister Carolin Schneider      |
| 2001   | Armand Jehle                          | Michaela Ritter                       | Armand Jehle Bruno Staeheli           | Claudia Jehle Carolin Schneider       | Kilian Pfister Carolin Schneider      |
| 2002   | Kilian Pfister                        | Claudia Jehle                         | Kilian Pfister Walter Sturm           | Astrid Eidenbenz Claudia Jehle        | Kilian Pfister Nadia Gartmann         |
| 2003   | Andreas Radl                          | Michaela Ritter                       | Roland Hilti Zeno John                | Michaela Ritter Doris DiMarzio        | Zeno John Michaela Ritter             |
| 2004   | Kilian Pfister                        | Daniela Kressig                       | Andreas Radl Kilian Pfister           | Claudia Jehle Carolin Schneider       | Walter Sturm Carolin Schneider        |
| 2005   | Kilian Pfister                        | Daniela Litscher                      | Michael Litscher Roger Jacquat        | Claudia Jehle Carolin Schneider       | Kilian Pfister Doris DiMarzio         |
| 2006   | Kilian Pfister                        | nicht ausgetragen                     | Roland Hilti Kilian Pfister           | Claudia Jehle Carolin Schneider       | Kilian Pfister Doris DiMarzio         |
| 2007   | Kilian Pfister                        | nicht ausgetragen                     | Roland Hilti Kilian Pfister           | nicht ausgetragen                     | Zeno John Carolin Schneider           |
| 2008   | Kilian Pfister                        | Nadia Gartmann                        | Roland Hilti Kilian Pfister           | Daniela Litscher Carolin Schneider    | Kilian Pfister Silvie Brouwer         |
| 2009   | Roland Hilti                          | nicht ausgetragen                     | Armand Jehle Bruno Stäheli            | nicht ausgetragen                     | Michael Litscher Nadia Gartmann       |
| 2010   | Roland Hilti                          | nicht ausgetragen                     | Michael Litscher Stanley Wee          | Marina Wohlwend Carolin Schneider     | Michael Litscher Carolin Schneider    |
| 2011   | Michael Litscher                      | Carolin Schneider                     | Michael Litscher Hubert Müller        | Marina Wohlwend Carolin Schneider     | Michael Litscher Nadia Gartmann       |
| 2012   | Michael Litscher                      | nicht ausgetragen                     | Heinz Dünser Matthias Ebneter         | nicht ausgetragen                     | Michael Litscher Carolin Schneider    |
| 2013   | Michael Litscher                      | nicht ausgetragen                     | Heinz Dünser Matthias Ebneter         | Marina Wohlwend Carolin Schneider     | Michael Litscher Nadia Gartmann       |
| 2014   | Michael Litscher                      | nicht ausgetragen                     | Heinz Dünser Matthias Ebneter         | Marina Wohlwend Carolin Schneider     | Michael Litscher Carolin Schneider    |
| 2015   | Dominic Mettler                       | nicht ausgetragen                     | Dominic Mettler Marco Langenegger     | Daniela Litscher Carolin Schneider    | Heinz Dünser Nadia Gartmann           |
| 2016   | Dominic Mettler                       | nicht ausgetragen                     | Roland Hilti Armand Jehle             | Fabienne Schädler Mirianda Frick      | Stanley Wee Carolin Schneider         |
| 2017   | Dominic Mettler                       | Mirianda Frick                        | Dominic Mettler Marco Langenegger     | Mirianda Frick Carolin Schneider      | Dominic Mettler Carolin Schneider     |
| 2018   | Marco Langenegger                     | nicht ausgetragen                     | Dominic Mettler Marco Langenegger     | Mirianda Frick Nadia Gartmann         | Dominic Mettler Carolin Schneider     |
| 2019   | Dominic Mettler                       | nicht ausgetragen                     | Dominic Mettler Marco Langenegger     | Carolin Schneider Rosi Frank          | Dominic Mettler Carolin Schneider     |
| 2020   | nicht ausgetragen (Covid-19-Pandemie) | nicht ausgetragen (Covid-19-Pandemie) | nicht ausgetragen (Covid-19-Pandemie) | nicht ausgetragen (Covid-19-Pandemie) | nicht ausgetragen (Covid-19-Pandemie) |
| 2021   | Dominic Mettler                       | nicht ausgetragen                     | Dominic Mettler Marco Langenegger     | nicht vergeben                        | Nicola Stäheli Mirianda Frick         |
| 2022   | Dominic Mettler                       | nicht ausgetragen                     | Dominic Mettler Marco Langenegger     | nicht vergeben                        | Marco Langenegger Nicole Eisler       |
| 2023   | Dominic Mettler                       | nicht vergeben                        | Dominic Mettler Marco Langenegger     | nicht vergeben                        | Mirco Lareida Nadja Mettler           |
| 2024   | Dominic Mettler                       | nicht vergeben                        | Dominic Mettler Marco Langenegger     | nicht vergeben                        | Mark Tran Carolin Schneider           |
| 2025   | Dominic Mettler                       | Andrina Castelberg                    | Dominic Mettler Marco L               | Carolin Schneider Nadia Gartmann      | Marco L Andrina Castelberg            |